# Margarida Minguillón
Margarida Minguillón Arán (Barcelona, 24 de febrero de 1947) es una actriz española de teatro, cine y televisión. También se ha dedicado a labores de doblaje. Es muy conocida en Cataluña por sus intervenciones en diversas telenovelas del canal autonómico TV3, tales como Poblenou, su secuela La Rosa o El cor de la ciutat.

## Trayectoria profesional
Teatro
- 1970, diciembre. ¿Quiere ser polígamo? de Xavier Lafleur. Estrenada en el Café Teatro Gaslight de Barcelona.
- 1971, julio. Napoleón soy yo de J.A. de la Iglesia. Estrenada en el Café Teatro Martin's de Barcelona.
- 1971, noviembre. Cuando el diablo lleva faldas de Rafael Richart. Estrenada en el Teatro Talía de Barcelona.
- 1973, abril. Berenàveu a les fosques de Josep Maria Benet i Jornet.
- 1973, julio. Superboeing de Marc Camoletti. Dirección Albert Closas. Estrenada en el Teatre Barcelona, de Barcelona.
- 1977. La cambrera és perillosa de Serge Véber. Estrenada en el Teatre Romea de Barcelona.
- 1979, mayo. Les arrels de Arnold Wesker. Estrenada en el teatre Romea, de Barcelona.
- 1982. Baal de Bertolt Brecht. Director: Joan Ollé. Estrenada en el Teatre Lliure de Barcelona.

Televisión
- 1984. Misterio (capítulo: Historia negra). TVE-2.
- 1985. Ocúpate de Amelia de Georges Feydeau. Dirección: Angel Alonso. Televisión Española.
- 1986. Planeta Imaginario. Televisión Española.
- 1994. Poblenou, en el papel de Rosa Miró. TV3
- 1995-1996. La Rosa, en el papel de Rosa Miró. TV3
- 2000-2007. El cor de la ciutat , en el papel de Cinta Noguera. TV3

Cine
- 2002. Volverás de Antonio Chavarrías